# Діеркрофт (Північна Кароліна)
Діеркрофт (англ. Deercroft) — переписна місцевість (CDP) в США, в окрузі Скотленд штату Північна Кароліна. Населення — 414 особи (2020).

## Географія
Діеркрофт розташований за координатами 34°57′26″ пн. ш. 79°25′59″ зх. д. / 34.95722° пн. ш. 79.43306° зх. д. (34.957125, -79.433091).  За даними Бюро перепису населення США в 2010 році переписна місцевість мала площу 3,50 км², з яких 3,34 км² — суходіл та 0,16 км² — водойми.

## Демографія
Згідно з переписом 2010 року, у переписній місцевості мешкало 411 осіб у 181 домогосподарстві у складі 149 родин. Густота населення становила 117 осіб/км².  Було 190 помешкань (54/км²).
Расовий склад населення:
| - 92,5 % — білих - 2,7 % — корінних американців - 2,7 % — азіатів - 0,2 % — чорних або афроамериканців |

До двох чи більше рас належало 1,9 %. Частка іспаномовних становила 4,6 % від усіх жителів.
За віковим діапазоном населення розподілялося таким чином: 13,4 % — особи молодші 18 років, 60,6 % — особи у віці 18—64 років, 26,0 % — особи у віці 65 років та старші. Медіана віку мешканця становила 54,3 року. На 100 осіб жіночої статі у переписній місцевості припадало 102,5 чоловіків;  на 100 жінок у віці від 18 років та старших — 101,1 чоловіків також старших 18 років.
Середній дохід на одне домашнє господарство  становив 84 366 доларів США (медіана — 73 365), а середній дохід на одну сім'ю — 88 693 долари (медіана — 90 625). 
Цивільне працевлаштоване населення становило 95 осіб. Основні галузі зайнятості: виробництво — 26,3 %, транспорт — 24,2 %, науковці, спеціалісти, менеджери — 17,9 %, роздрібна торгівля — 16,8 %.